# بیمارستان بهشتی آبادان
بیمارستان دکتر بهشتی واقع در استان خوزستان، شهرستان آبادان بیمارستانی است درمانی و وابسته به دانشگاه علوم پزشکی آبادانبا ۲۰۰ تخت ثابت که در سال ۱۳۴۱ خورشیدی تأسیس گردید.
هم اکنون این بیمارستان دارای بخش‌های اورژانس، جراحی عمومی، کودکان، جراحی زنان و زایمان، CCU، داخلی، همودیالیز، تالاسمی، فیزیوتراپی، رادیولوژی، آزمایشگاه می‌باشد.